# Wereldbeker BMX 2022
De wereldbeker BMX 2022 begon op 28 mei in de Britse stad Glasgow en eindigde op 2 oktober in de Colombiaanse hoofdstad Bogota. Voor de tweede keer vond er gelijktijdig aan de wedstrijden van de eliterijders een wereldbekerprogramma plaats voor beloften.

## Mannen

#### Elite

##### Uitslagen
| Datum             | Plaats   | Eerste          | Tweede          | Derde          |
| ----------------- | -------- | --------------- | --------------- | -------------- |
| 28 mei 2022       | Glasgow  | Diego Arboleda  | Sylvain André   | Kye Whyte      |
| 29 mei 2022       | Glasgow  | Jérémy Rencurel | Sylvain André   | Izaac Kennedy  |
| 11 juni 2022      | Papendal | Sylvain André   | Jérémy Rencurel | Izaac Kennedy  |
| 12 juni 2022      | Papendal | Jérémy Rencurel | Cameron Wood    | Carlos Ramírez |
| 24 september 2022 | Bogota   | Niek Kimmann    | Cameron Wood    | Sylvain André  |
| 25 september 2022 | Bogota   | Cameron Wood    | Joris Daudet    | Izaac Kennedy  |
| 1 oktober 2022    | Bogota   | Joris Daudet    | Kye Whyte       | Alfredo Campo  |
| 2 oktober 2022    | Bogota   | Joris Daudet    | Izaac Kennedy   | Cameron Wood   |

##### Eindstand
| #  | Atleet          | Land | Punten |
| -- | --------------- | ---- | ------ |
| 1  | Sylvain André   | FRA  | 2537   |
| 2  | Cameron Wood    | USA  | 2249   |
| 3  | Izaac Kennedy   | AUS  | 2117   |
| 4  | Kye Whyte       | GBR  | 1873   |
| 5  | Jérémy Rencurel | FRA  | 1839   |
| 6  | Diego Arboleda  | COL  | 1704   |
| 7  | Joris Daudet    | FRA  | 1565   |
| 8  | Carlos Ramírez  | COL  | 1479   |
| 9  | Romain Mayet    | FRA  | 1099   |
| 10 | Cédric Butti    | SUI  | 1075   |

### Beloften

#### Uitslagen
| Datum             | Plaats   | Eerste          | Tweede              | Derde               |
| ----------------- | -------- | --------------- | ------------------- | ------------------- |
| 28 mei 2022       | Glasgow  | Dylan Gobert    | Léo Garoyan         | Hugo Marszalek      |
| 29 mei 2022       | Glasgow  | Rico Bearman    | Léo Garoyan         | Tatyan Lui-Hin-Tsan |
| 11 juni 2022      | Papendal | Léo Garoyan     | Dylan Gobert        | Magnus Dyhre        |
| 12 juni 2022      | Papendal | Léo Garoyanl    | Dylan Gobert        | Pierre Geisse       |
| 24 september 2022 | Bogota   | Léo Garoyanl    | Cristhian Castro    | Hugo Marszalek      |
| 25 september 2022 | Bogota   | Mauricio Molina | Tatyan Lui-Hin-Tsan | Matéo Colsenet      |
| 1 oktober 2022    | Bogota   | Léo Garoyanl    | Asuma Nakai         | Tatyan Lui-Hin-Tsan |
| 2 oktober 2022    | Bogota   | Rico Bearman    | Mauricio Molina     | Asuma Nakai         |

#### Eindstand
| #  | Atleet              | Land | Punten |
| -- | ------------------- | ---- | ------ |
| 1  | Léo Garoyan         | FRA  | 1063   |
| 2  | Rico Bearman        | NZL  | 834    |
| 3  | Tatyan Lui-Hin-Tsan | FRA  | 733    |
| 4  | Dylan Gobert        | FRA  | 701    |
| 5  | Hugo Marszalek      | FRA  | 555    |
| 6  | Mauricio Molina     | CHI  | 534    |
| 7  | Asuma Nakai         | JPN  | 444    |
| 8  | Cristhian Castro    | ECU  | 399    |
| 9  | Magnus Dyhre        | DEN  | 363    |
| 10 | Wannes Magdelijns   | BEL  | 325    |

## Vrouwen

#### Elite

##### Uitslagen
| Datum             | Plaats   | Eerste           | Tweede           | Derde            |
| ----------------- | -------- | ---------------- | ---------------- | ---------------- |
| 28 mei 2022       | Glasgow  | Laura Smulders   | Zoé Claessens    | Judy Baauw       |
| 29 mei 2022       | Glasgow  | Laura Smulders   | Bethany Shriever | Saya Sakakibara  |
| 11 juni 2022      | Papendal | Zoé Claessens    | Laura Smulders   | Felicia Stancil  |
| 12 juni 2022      | Papendal | Zoé Claessens    | Laura Smulders   | Pierre Geisse    |
| 24 september 2022 | Bogota   | Bethany Shriever | Laura Smulders   | Alise Willoughby |
| 25 september 2022 | Bogota   | Laura Smulders   | Alise Willoughby | Lauren Reynolds  |
| 1 oktober 2022    | Bogota   | Laura Smulders   | Alise Willoughby | Zoé Claessens    |
| 2 oktober 2022    | Bogota   | Mariana Pajón    | Merel Smulders   | Zoé Claessens    |

##### Eindstand
| #  | Atleet           | Land | Punten |
| -- | ---------------- | ---- | ------ |
| 1  | Laura Smulders   | NED  | 3608   |
| 2  | Zoé Claessens    | SUI  | 2858   |
| 3  | Bethany Shriever | GBR  | 2181   |
| 4  | Mariana Pajón    | COL  | 1640   |
| 5  | Manon Veenstra   | NED  | 1588   |
| 6  | Lauren Reynolds  | AUS  | 1514   |
| 7  | Merel Smulders   | NED  | 1485   |
| 8  | Camille Maire    | FRA  | 1424   |
| 9  | Felicia Stancil  | USA  | 1297   |
| 10 | Judy Baauw       | NED  | 1296   |

#### Beloften

##### Uitslagen
| Datum             | Plaats   | Eerste                   | Tweede                   | Derde             |
| ----------------- | -------- | ------------------------ | ------------------------ | ----------------- |
| 28 mei 2022       | Glasgow  | Malene Sørensen          | Molly Simpson            | Thayla Burford    |
| 29 mei 2022       | Glasgow  | Thayla Burford           | Aiko Gommers             | Kanami Tanno      |
| 11 juni 2022      | Papendal | Thayla Burford           | Malene Sørensen          | Molly Simpson     |
| 12 juni 2022      | Papendal | Molly Simpson            | Thayla Burford           | Malene Sørensen   |
| 24 september 2022 | Bogota   | Veronika Monika Stūriška | Mckenzie Gayheart        | Emily Hutt        |
| 25 september 2022 | Bogota   | Veronika Monika Stūriška | Mckenzie Gayheart        | Aiko Gommers      |
| 1 oktober 2022    | Bogota   | Veronika Monika Stūriška | Leila Walker             | Mckenzie Gayheart |
| 2 oktober 2022    | Bogota   | Leila Walker             | Veronika Monika Stūriška | Mckenzie Gayheart |

##### Eindstand
| #  | Atleet                    | Land | Punten |
| -- | ------------------------- | ---- | ------ |
| 1  | Veronika Monika Stūriška  | LAT  | 853    |
| 2  | Aiko Gommers              | BEL  | 641    |
| 3  | Thayla Burford            | SUI  | 594    |
| 4  | Kanami Tanno              | JPN  | 573    |
| 5  | Francesca Cingolani       | USA  | 534    |
| 6  | Mckenzie Gayheart         | ARG  | 528    |
| 7  | Malene Kejlstrup Sørensen | DEN  | 486    |
| 8  | Molly Simpson             | CAN  | 483    |
| 9  | Leila Walker              | NZL  | 429    |
| 10 | Emily Hutt                | GBR  | 415    |

2003 ·
2004 ·
2005 ·
2006 ·
2007 ·
2008 ·
2009 ·
2010 ·
2011 ·
2012 ·
2013 ·
2014 ·
2015 ·
2016 ·
2017 ·
2018 ·
2019 ·
2020 ·
2021 ·
2022 ·
2023 ·
2024